# The Nightingale (2018)
The Nightingale is een Australische film uit 2018, geschreven en geregisseerd door Jennifer Kent.

## Verhaal
In Van Diemensland in 1825 achtervolgt Clare (Aisling Franciosi), een Ierse veroordeelde vrouw, de Britse officier Hawkins (Sam Claflin) door de ruige Tasmaanse wildernis. Ze is uit op wraak wegens de brutale moord op haar familie. Onderweg ontmoet ze de aboriginal Billy, die ook getekend is door zijn met geweld gevulde verleden.

## Rolverdeling
| Acteur            | Personage |
| ----------------- | --------- |
| Aisling Franciosi | Clare     |
| Baykali Ganambarr | Billy     |
| Sam Claflin       | Hawkins   |
| Damon Herriman    | Ruse      |
| Ewen Leslie       | Goodwin   |

## Productie
Na haar succesvolle debuutfilm The Babadook kreeg Jennifer Kent een heleboel scripten vanuit de Verenigde Staten aangeboden maar besloot tot het maken van The Nightingale naar haar eigen script. De filmopnamen gingen in maart 2017 van start op locatie in Tasmanië.

### Release en ontvangst
The Nightingale ging op 5 september 2018 in première op het Filmfestival van Venetië. De film kreeg gemengde kritieken van de filmcritici met een score van 71% op Rotten Tomatoes, gebaseerd op 7 beoordelingen.